# NGC 1149
NGC 1149 في الفهرس العام الجديد، هي مجرة، تقع في كوكبة قيطس. اكتشفت في 2 ديسمبر 1880 بواسطة إدوارد ستيفان.

## روابط خارجية
- NGC 1149 على موقع ويكي سكاي: DSS2, SDSS, GALEX, IRAS, Hydrogen α, X-Ray, Astrophoto, Sky Map, Articles and images